# Hans Eberstark
Hans Eberstark (27 de enero de 1929- 19 de diciembre de 2001) fue un lingüista, traductor y calculista mental austríaco.

## Semblanza
De origen judío vienés, pasó ocho años en Shanghái durante la Segunda Guerra Mundial, con muchas otras personas desplazadas de toda Europa. Fue allí donde estuvo expuesto a muchos idiomas diferentes. Una vez le dijo al escritor científico Jeremy Bernstein que, para su "eterna desgracia", no había aprendido a hablar chino "correctamente" mientras estuvo allí, pero Bernstein señaló que los estándares de Eberstark para hablar un idioma eran "diferentes a los de la mayoría de las personas".
Eberstark vivía en Viena, Austria, cuando se unió a Mensa, una organización para superdotados. Después de trasladarse a Ginebra en 1965 para trabajar como intérprete con la Organización Internacional del Trabajo, fundó un capítulo de Mensa en esa ciudad. Se jubiló en 1967 y se convirtió en trabajador autónomo, dedicándose a impartir cursos de traducción e interpretación lingüística en la Universidad de Ginebra.
Era capaz de hablar inglés, alemán, francés, holandés, italiano, español y catalán, además de sranan tongo, criollo haitiano y el papiamento propio de las Antillas Neerlandesas, así como yidis, distintas variedades del alemán de Suiza, albanés y hebreo.
Eberstark solía dar conferencias sobre lenguaje y traducción en Europa, y era conocido por entablar conversación siempre que podía con hablantes de algún dialecto local del alemán (particularmente del alemán de Suiza, del que hay innumerables dialectos) durante sus conferencias. Después de unos minutos, era capaz de hablar con fluidez en ese dialecto.
A finales de la década de 1960 estaba casado y tenía dos hijos. Una vez le dijo a un grupo de amigos que "sabía" la fecha en la que moriría.
También es conocido por haber recitado una vez 11.944 dígitos sucesivos del número π de memoria. Durante un intento anterior, había tenido la intención de recitar aproximadamente la mitad de esos dígitos, pero había cometido un error. Estaba enfadado consigo mismo por el error, así que memorizó aún más.
Eberstark escribió una vez que las "recompensas externas" de sobresalir en cálculo mental eran "Hacer amigos, ganar dinero, lucirse y dar placer".

## Lecturas relacionadas
- entendido Jeremy Bernstein, "En muchas lenguas: Hans Eberstark puede hacerse entender en docenas de idiomas y puede memorizar cadenas casi infinitas de palabras y números. Asume que todos los demás también pueden hacerlo, con un poco de trabajo", "El Atlántico", '1 de octubre de 1993